# Helicoprionidae
De Helicoprionidae, ook bekend als de Agassizodontidae, zijn een familie van uitgestorven, slecht bekende en bizarre Holocephali binnen de slecht begrepen orde Eugeneodontida. Leden van de Helicoprionidae bezaten een unieke tandkrans op de symphysis van de onderkaak en borstvinnen ondersteund door lange radialen. De naaste levende verwanten van de Helicoprionidae en alle andere eugeneodontiden zijn de zeekatten. De anatomie van de tandkrans verschilde tussen geslacht en soort, sommige met volledige spiralen (zoals die van Helicoprion), andere met gehalveerde spiralen (gezien bij Parahelicoprion), en sommige met ingeklemde halve spiralen (gezien bij Sarcoprion). Men denkt dat elke tandkrans is aangepast aan een ander type prooi en een andere predatiestrategie.